# Otakar Batlička

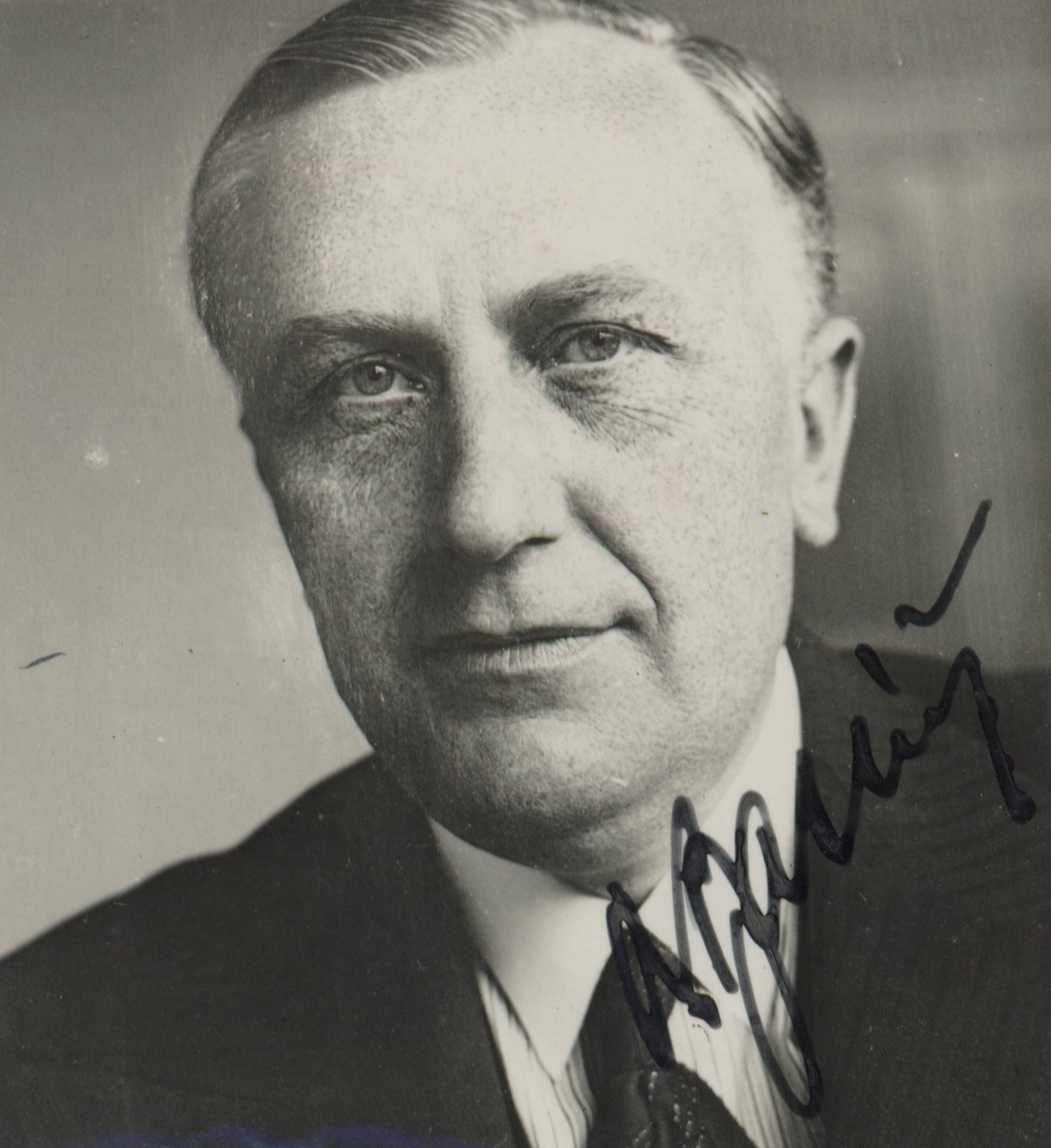
Otakar Batlička

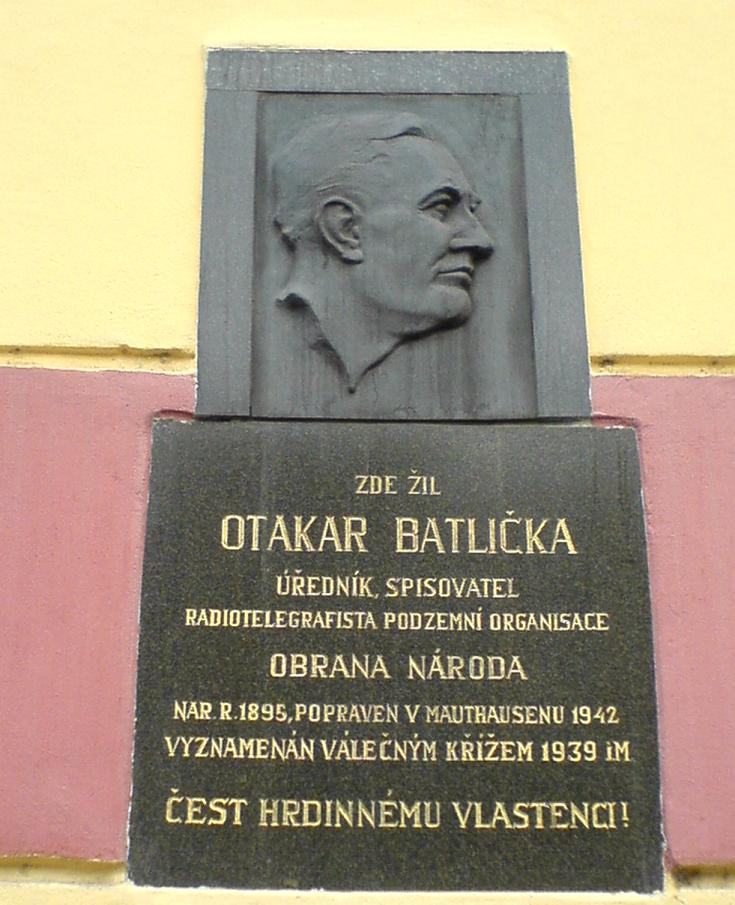
Otakar Batlička

Otakar Batlička (* 12. März 1895 in Prag; † 13. Februar 1942 im KZ Mauthausen) war ein tschechischer Radioamateur, Weltenbummler, Schriftsteller und Widerstandskämpfer gegen den Nationalsozialismus.
Batlička durchquerte einen großen Teil der Welt, und seine Reisen waren der Grundstein für seine Abenteuergeschichten, die er vor allem für Jugendliche schrieb. Größtenteils beschrieb er seine Erlebnisse, die er mit Erzählungen der Menschen, denen er begegnete, ergänzte. Nach der Besatzung des Landes und dem Entstehen des Protektorat Böhmen und Mähren wurde er Mitglied des nationalen Widerstandes. Als Funkamateur sorgte er vor allem für den ständigen Kontakt der Widerständler in Tschechien und London. 1942 wurde er gefangen genommen und im Februar im KZ Mauthausen erschossen.

## Frühes Leben
Batlička wurde in Vinohrady (Prag) geboren. In seinen frühen Erwachsenenjahren bereiste er wahrscheinlich zwischen 1914 und 1920 verschiedene Länder.